# 中畠晴常
中畠 晴常（なかはた はるつね）は、戦国時代から安土桃山時代にかけての武将。白河結城氏の一門でその家臣。中畑晴常とも呼ばれる。

## 出自
中畠氏（中畑氏）は、大和源氏・陸奥石川氏の一族。陸奥石川氏2代当主・石川有光の子・九郎光幹が前九年の役で戦功を挙げて国神城を築城し中畠氏を称したという（『白河古事考』）。石川氏の勢力が衰退すると、中畠氏は白河氏の支配下に組み込まれた。

## 略歴
結城晴綱の長男として誕生。庶出であったため母方の中畠氏を相続し、国神城に入城。天正3年（1575年）、小峰義親が晴常の弟で白河結城氏の当主となっていた結城義顕を追放し白河城を占拠した際、晴常も晴綱の後継者としての資格があったために晴常を推す家臣も多数存在し、義親派家臣団と深刻な対立を呈したという。
佐竹義重はこの混乱に乗じて、白河城に攻め寄せて義親を捕らえ、以後白河結城氏は佐竹氏に従属する形となった。しかし、その後も白河氏の抵抗は続き、天正7年（1579年）に佐竹義重の次男・義広が義親の養子になることで白河領内は落ち着いた。晴常のその後の消息は不明。